# Ibn al-Hawwas
Alī ibn Niʿma, più noto semplicemente come Ibn al-Ḥawwās (in arabo ﺍﺑﻥ ﺍﻟﺤﻮﺍﺱ‎?), oppure come Belchamedus, secondo la definizione di Goffredo Malaterra (in arabo علي بن نعمة‎?; ... – Girgenti, dopo il 1061), è stato un politico berbero dell'XI secolo.

## Biografia
Di origine berbera, detto il Demagogo (il termine arabo hawwasci ne sarebbe l'equivalente in italiano), nacque schiavo ma, disgregatosi l'Emirato di Sicilia, riuscì a impadronirsi dei casali di Castrogiovanni, Girgenti e Castronovo e a farsene signore.
Cognato di Ibn al-Thumna, Qāʾid di Siracusa e di Catania, della cui sorella Maymūna era diventato sposo, Ibn al-Ḥawwās ebbe contrasti con quest'ultimo che tentò di assediare Castrogiovanni, sconfiggendolo e mettendolo in fuga.
Alla venuta nel 1061 dei Normanni guidati da Roberto il Guiscardo e Ruggero I d'Altavilla (ma chiamati da Ibn al-Thumna), il suo esercito formato da 15.000 soldati fu sconfitto dai nemici, tanto da costringere Ibn al-Ḥawwās a rifugiarsi nel suo palazzo di Girgenti.
Tuttavia, le guerre intestine tra i vari qaidati islamici dell'isola indebolirono ulteriormente le sue difese.

Ibn al-Ḥawwās morì ucciso a Girgenti nello scontro tra i suoi fedelissimi e quelli dello Ziride Ayyūb, figlio di Tamīm b. al-Muʿizz, sbarcato in Sicilia  con rinforzi provenienti dall'Ifrīqiya per sostenere la resistenza dei musulmani, aggrediti dai Normanni.